# Melanaspis leivasi
Melanaspis leivasi är en insektsart som först beskrevs av Costa Lima 1924.  Melanaspis leivasi ingår i släktet Melanaspis och familjen pansarsköldlöss. Inga underarter finns listade i Catalogue of Life.